# Dolar Eisenhower Centennial
Dolar Eisenhower Centennial (ang. Eisenhower Centennial Dollar) – amerykańska srebrna moneta kolekcjonerska z 1990 roku wyemitowana przez Departament Skarbu Stanów Zjednoczonych, upamiętniająca 100. rocznicę urodzin Dwighta Eisenhowera.

## Opis monety
3 października 1988 roku prezydent Ronald Reagan podpisał ustawę Public Law 100-467 (znaną również jako Dwight David Eisenhower Commemorative Coin Act of 1988), które zobligowała Departament Skarbu Stanów Zjednoczonych do wybicia i wyemitowania monety jednodolarowej mającej upamiętnić 100. rocznicę urodzin dowódcy wojskowego i prezydenta Dwighta Eisenhowera. Ustawa nakazywała wybicie nie więcej niż cztery milionów sztuk monet lustrzanych i nieobiegowych.
Monety wybijane stemplem zwykłym były w West Point. W przypadku monet wybijanych stemplem lustrzanym postanowiono zmienić dotychczasową politykę. Zamiast w San Francisco ich wybicie zlecono mennicy w Filadelfii. Decyzję tę uzasadniono faktem, że mennica znajduje się w tym samym stanie co Gettysburg, w którym spędzał emeryturę prezydent.
Moneta została wyemitowana 16 stycznia 1990 roku. Jej pierwsza prezentacja odbyła się podczas specjalnej ceremonii w Gettysburgu. Monety zostały wręczone dowodzącym pierwszą grupą bojową lotniskowców wysłaną na Bliski Wschód. Ówczesny wiceprezydent Dan Quayle wręczał w 1990 roku przywódcom państw zaliczanych podczas II wojny światowej do alianckich monety w formie prezentów. Pierwszych czterech absolwentów West Point na kierunku Leadership Studies w roku 1990 otrzymało jednodolarówki jako nagrodę za osiągnięcia.

### Awers
Centralne miejsce pola monety zajmują dwa profile Eisenhowera, jeden w mundurze, a drugi jako prezydent. Nad portretami znajduje się napis „EISENHOWER CENTENNIAL”. Po lewej od postaci wybito napis „LIBERTY”, a pod nim widnieje litera oznaczająca mennicę. Po prawej od postaci dewiza „IN GOD WE TRUST”. Pod profilami widnieją daty 1890–1990.
Projektantem awersu był John Mercanti.

### Rewers
Centralne miejsce pola rewersu zajmuje wizerunek domu Eisenhowera w Gettysburgu. Nie wybito jednak informacji, gdzie ten dom się znajduje. Nad domem wzdłuż rantu widnieje napis „UNITED STATES OF AMERICA”. Pod domem wybito motto „E PLURIBUS UNUM”, a pod nim nominał monety.
Projektantem rewersu był Marcel Jovine.

### Pozostałe
Opis:
- Waga: 26,73 g
- Średnica: 38,1 mm
- Kruszec: Ag 900 (90% srebra, 10% miedzi)
- Stempel: zwykły i lustrzany
- Mennica: Filadelfia (P)[3] i West Point (W)[6]
- Liczba sprzedanych sztuk[7]: 241 669 nieobiegowych, 638 335 lustrzanych